# Pétra (ort i Grekland, Epirus, Nomós Ártas, lat 39,13, long 21,26)
Pétra är en ort i Grekland.   Den ligger i prefekturen Nomós Ártas och regionen Epirus, i den centrala delen av landet, 250 km nordväst om huvudstaden Aten. Pétra ligger 732 meter över havet och antalet invånare är 191.
Terrängen runt Pétra är kuperad söderut, men norrut är den bergig. Terrängen runt Pétra sluttar västerut. Runt Pétra är det glesbefolkat, med 10 invånare per kvadratkilometer. Närmaste större samhälle är Kompóti, 15,4 km väster om Pétra. I omgivningarna runt Pétra växer i huvudsak blandskog.